# CXML

cXML (commerce eXtensible Markup Language) est un protocole de communication basé sur le langage informatique XML, créé par la société Ariba en 1999. Il est notamment utilisé par la  place de Marché Ariba ainsi que par l'ERP Oracle Procurement, et supporté par de nombreux fournisseurs.

## Spécification
- Guide détaillé (en)
- DTD : 
  - Basic cXML documents http: //xml.cXML.org/schemas/cXML/<version>/cXML.dtd
  - Confirmation and Ship Notice http: //xml.cXML.org/schemas/cXML/<version>/Fulfill.dtd
  - Invoice http: //xml.cXML.org/schemas/cXML/<version>/InvoiceDetail.dtd
  - Type Definition http: //xml.cXML.org/schemas/cXML/<version>/Catalog.dtd
  - Payment Remittance http: //xml.cXML.org/schemas/cXML/<version>/PaymentRemittance.dtd